# Diplomatická čtvrť Troja
Diplomatická čtvrť Troja v Praze 7 - Troji je areál obytných budov ohraničený ulicemi Trojská,  Na Kazance, Povltavská a Sádky.

## Historie
V letech 1986–1991 vyprojektovali architekti Jan Bočan a Zdeněk Rothbauer plán na výstavbu diplomatické čtvrti. Postavena byla v letech 1990–1993, zcela dokončena v roce 1995. Je zde padesát bytů. V roce 2011 celý areál koupil od státu soukromý majitel, který jej plánuje upravit.

## Popis
Kolem centrálního náměstí jsou rozmístěny čtyři části - na třech stojí obytné domy, čtvrtá je obytná zahrada. Byty o rozloze cca 250 m² mají každý privátní minizahrádku 150 cm nad terénem ulice, horní byt má terasu s kontejnerovou zelení. Tyto terasy jsou orientovány na jižní straně bytů a jsou vymezeny žebrovím, vhodným pro popínavé rostliny.
V centru náměstí rostou čtyři stromy, mezi kterými byla plánována plastika „Kvarteto“ – hudebníky opuštěné nástroje po koncertě. V rozích náměstí je po celé výšce objektu vybraná hmota, osvětlená světlem ze zakrytého veřejného osvětlení. Noční prostor náměstí vymezují svítící pylony.